# ایسی

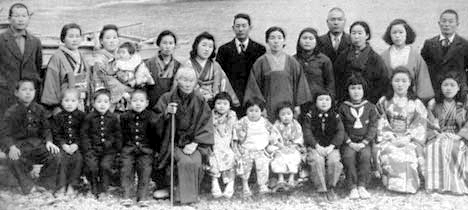
مهاجران ژاپنی ایسی در برزیل، ۱۹۰۸

ایسِی (به ژاپنی: 一世) اصطلاحی در زبان ژاپنی است که به مهاجرهای ژاپنی در کشورهای دیگر گفته می‌شود و به طور ویژه در مورد مهاجران به ایالات متحده آمریکا و ژاپنی-آمریکایی‌ها‌ی متولد ژاپن کاربرد دارد. ترجمه تحت‌اللفظی این عبارت «نسل اول» است. در آمریکا به مهاجرانی که پس از جنگ جهانی دوم به این کشور مهاجرت کرده‌اند، شین‌ایسِی (نسل اولی جدید) گفته می‌شود. یکی از دلایل عمده مهاجرت مردمان ایسی بیکاری در ژاپن بوده‌است.
| مهاجران ژاپنی‌تبار و فرزاندان آن‌ها | مهاجران ژاپنی‌تبار و فرزاندان آن‌ها | مهاجران ژاپنی‌تبار و فرزاندان آن‌ها | مهاجران ژاپنی‌تبار و فرزاندان آن‌ها |
| نسل                               | فارسی                             | ژاپنی                             | انگلیسی                           |
| --------------------------------- | --------------------------------- | --------------------------------- | --------------------------------- |
| نسل اول                           | ایسی                              | 一世                              | Issei                             |
| نسل دوم                           | نیسی                              | 二世                              | Nisei                             |
| نسل سوم                           | سانسی                             | 三世                              | Sansei                            |
| نسل چهارم                         | یونسی                             | 四世                              | Yonsei                            |
| نسل پنجم                          | گوسی                              | 五世                              | Gosei                             |

## یادکرد منابع
1. ↑  Hyodo.
2. ↑  Hyodo.
3. ↑  Hyodo.
4. ↑  Hyodo.